# Eupithecia inexpiata
Eupithecia inexpiata är en fjärilsart som beskrevs av Walker 1863. Eupithecia inexpiata ingår i släktet Eupithecia och familjen mätare. Inga underarter finns listade i Catalogue of Life.